# Mșaneț, Stara Sîneava
Mșaneț (în ucraineană Мшанець) este o comună în raionul Stara Sîneava, regiunea Hmelnîțkîi, Ucraina, formată numai din satul de reședință.
Localitatea face parte din regiunea istorică Volânia, iar după tratatul de pace de la Riga din 1921 a devenit parte a Uniunii Sovietice.

## Demografie
Componența lingvistică a comunei Mșaneț
     Ucraineană (99,05%)
     Alte limbi (0,71%)
Conform recensământului din 2001, majoritatea populației comunei Mșaneț era vorbitoare de ucraineană (99,05%), existând în minoritate și vorbitori de alte limbi.